# Posten Express
Posten Express, P.EX, är Postens budföretag. 
P.EX är en del av Posten Logistik och transporterar extra snabba bud oavsett vart i Sverige eller världen godset ska levereras. Via P.EX Air & Ocean kan Posten Logistik importera och exportera varor med sjö- och flygfrakt till och från hela världen. Allt från enkla frakter till komplexa och optimerade helhetslösningar inom internationell logistik. P.EX Bud har kontor i Stockholm, Göteborg och Malmö, där de även har egna budbilar.